# Paul Drinkhall
Paul Drinkhall (* 16. Januar 1990 in Middlesbrough) ist ein englischer Tischtennisspieler. Er nahm an den Olympischen Spielen 2012 in London, 2016 in Rio de Janeiro und 2021 in Tokio teil.

## Werdegang
Erste internationale Erfolge erzielte Paul Drinkhall bei Europameisterschaften der Jugend. 2005 siegte er im Einzel und mit der Mannschaft, zudem erreichte er im Mixed mit Margaryta Pesotskaya (Ukraine) das Endspiel. 2006 wurde er im Doppel mit Darius Knight (England) Zweiter. Es folgten Goldmedaillen 2007 im Mixed mit Elizabeta Samara (Rumänien) und mit der Mannschaft sowie 2008 im Einzel, Doppel mit Darius Knight (England) und im Mixed mit Ekaterina Kolodyazhnaya (Russland).
Seit 2005 nahm Paul Drinkhall (bis 2016) an elf Weltmeisterschaften teil. 2010 erreichte er in der Weltrangliste zum ersten Mal einen Platz unter den besten 100, fiel aber in den folgenden Jahren mehrmals wieder zurück. 2012 wurde er vom Britischen Tischtennisverband (British Table Tennis Federation) für die Olympischen Sommerspiele nominiert, bei denen er im Einzel unter die letzten 32 kam. In diesem Jahr wechselte er zum deutschen Bundesligisten Werder Bremen und nahm durch eine Wildcard außerdem erstmals am World Cup teil.
2007, 2009, 2011, 2012, 2016 und 2017 wurde Paul Drinkhall englischer Meister im Einzel, von 2006 bis 2009 im Doppel (mit Alan Cooke und dreimal mit Darius Knight) und von 2008 bis 2011 im Mixed mit Joanna Parker.

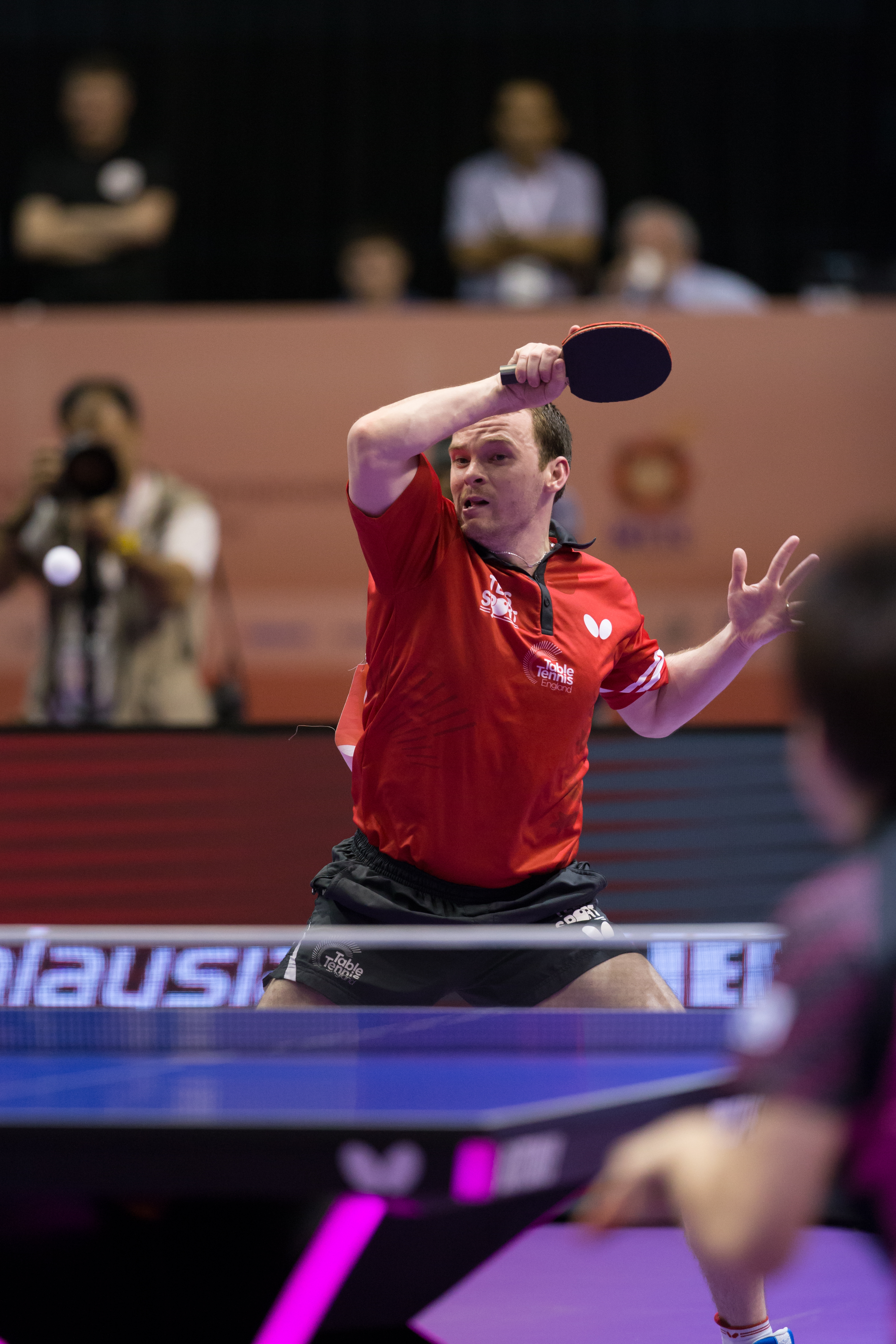
Drinkhall während der Team-WM 2016

Durch seinen Sieg bei den Spanish Open im April 2014 wurde er nach 18 Jahren ohne englischen Sieg der zweite englische Spieler nach Carl Prean, der ein Turnier der World Tour gewinnen konnte. Dadurch rückte er zum fünften Mal in die Top 100 der Welt vor. Bei der Weltmeisterschaft war er Teil des englischen Teams, das sich durch Platz 25 für die Championship Division der nächsten WM qualifizierte. Bei den Russian Open zog er durch Siege unter anderem gegen Dimitrij Ovtcharov und Marcos Freitas ins Finale ein, zudem qualifizierte er sich für die Grand Finals in Bangkok, wo er im Achtelfinale ausschied. Im Januar 2015 erreichte er mit Platz 33 eine vorläufige Bestmarke in der Weltrangliste. Im Juni erreichte er bei den Europaspielen das Halbfinale und verlor das Spiel um Platz 3 gegen Kou Lei, der vorher schon Drinkhalls Teamkameraden Liam Pitchford ausgeschaltet hatte.
2016 erreichte Drinkhall mit dem englischen Team bei der Weltmeisterschaft überraschend die Hauptrunde. Dort setzte sich England knapp gegen Polen und dann ebenfalls mit 3:2 gegen die Mannschaft aus Frankreich durch, gegen die man in der Gruppenphase noch 0:3 verloren hatte. Im Halbfinale verlor das Team gegen Japan und gewann somit Bronze, die erste WM-Medaille seit 1983 und das erste Mal, dass eine eben erst in die Championship Division vorgerückte Mannschaft eine Medaille gewinnen konnte. Drinkhall qualifizierte sich für die Olympischen Spiele in Rio de Janeiro und erreichte im Einzel das Achtelfinale, im Teamwettbewerb gewann das Vereinigte Königreich erneut mit 3:2 gegen Frankreich und verlor dann 0:3 gegen den späteren Gewinner China. In Folge der Olympischen Spiele rückte Drinkhall in der Weltrangliste auf Platz 32 vor, was eine neue Bestmarke darstellte. Zur Saison 2016/17 schloss er sich dem spanischen Club UCAM Cartagena an, 2017 dem polnischen Erstligisten PKS Kolping Frac Jarosław. Überraschend verpasste das englische Team die Qualifikation für die Championship Division der Europameisterschaft 2017, im Jahr darauf wurde Drinkhalls Wechsel zum deutschen Bundesligisten TTC Schwalbe Bergneustadt bekanntgegeben. Nach Bronze beim Team World Cup startete die englische Mannschaft mit Drinkhall auch erfolgreich in die WM 2018 – unter anderem wurden Taiwan und Vize-Weltmeister Japan geschlagen –, eine Viertelfinalniederlage gegen Schweden bedeutete dann das aus.
2019 wurde Drinkhall durch den Gewinn der Serbia Open in Belgrad der erste englische Spieler, der zwei Turniere der ITTF World Tour gewinnen konnte.

## Vereine
Paul Drinkhall spielte bei mehreren deutschen Bundesliga-Vereinen, bis 2012 jeweils für eine Saison. Die Vereinsstationen:
- bis 2007  Middlesbrough
- 2007–2008  TTV Gönnern[5]
- 2008–2009  TTC indeland Jülich[6]
- 2009–2010  SV Plüderhausen[7]
- 2010–2011  TTC Nodo Ekeren[8]
- 2011–2012  Sterilgarda Tennistavolo
- 2012–2014:  Werder Bremen[9]
- 2014–2015:  TTC Nodo Ekeren
- 2015–2016:  Boulogne-Billancourt
- 2016–2017:  UCAM Cartagena Tenis de Mesa
- 2017–2018:  PKS Kolping Frac Jarosław
- 2018–2020:  TTC Schwalbe Bergneustadt[4]
- Mitte 2020–????:  Morez Haut-Jura[10]
- ????–2024:  SV Union Velbert
- ab: 2024:  TSV Windsbach (3. Bundesliga)[11]

## Privat
Paul Drinkhalls älterer Bruder Bryan war ebenfalls ein Tischtennisspieler, der 2003 und 2004 in der Weltrangliste geführt wurde. Am 9. August 2013 heiratete Paul Drinkhall die englische Tischtennisspielerin Joanna Parker, mit der er seit 2015 einen Sohn hat.

## Turnierergebnisse
| Verband | Veranstaltung                         | Jahr | Ort             | Land | Einzel        | Doppel        | Mixed        | Team          |
| ------- | ------------------------------------- | ---- | --------------- | ---- | ------------- | ------------- | ------------ | ------------- |
| ENG     | Commonwealth Meisterschaft            | 2009 | Glasgow         | SCO  | Halbfinale    |               |              |               |
| ENG     | Commonwealth Games                    | 2010 | Delhi           | IND  |               |               |              | Silber        |
| ENG     | Commonwealth Games                    | 2014 | Glasgow         | SCO  |               |               |              | Silber        |
| ENG     | Commonwealth Games                    | 2018 | Gold Coast      | AUS  | Halbfinale    | Gold          |              | Bronze        |
| ENG     | Commonwealth Games                    | 2022 | Birmingham      | ENG  |               | Gold          |              | Bronze        |
| ENG     | Europameisterschaft                   | 2012 | Herning         | DEN  | letzte 64     | letzte 16     |              |               |
| ENG     | Jugend-Europameisterschaft (Kadetten) | 2005 | Ostrava         | CZE  | Gold          |               | Silber       | Gold          |
| ENG     | Jugend-Europameisterschaft (Junioren) | 2008 | Terni           | ITA  | Gold          | Gold          | Gold         |               |
| ENG     | Jugend-Europameisterschaft (Junioren) | 2007 | Bratislava      | SVK  |               |               | Gold         | Gold          |
| ENG     | Jugend-Europameisterschaft (Junioren) | 2006 | Sarajevo        | BIH  |               | Silber        |              |               |
| ENG     | Olympische Spiele                     | 2021 | Tokio           | JPN  | letzte 32     |               |              |               |
| ENG     | Olympische Spiele                     | 2016 | Rio de Janeiro  | BRA  | letzte 16     |               |              | Viertelfinale |
| ENG     | Olympische Spiele                     | 2012 | London          | ENG  | letzte 32     |               |              | letzte 16     |
| ENG     | WTT Series (Contender)                | 2023 | Durban          | RSA  | letzte 32     | Halbfinale    |              |               |
| ENG     | WTT Series (Star Contender)           | 2022 | Budapest        | HUN  | letzte 48     | Halbfinale    |              |               |
| ENG     | Challenge Series                      | 2019 | Belgrad         | SRB  | Gold          | letzte 16     |              |               |
| ENG     | World Tour                            | 2020 | Doha            | QAT  | Qual.         | Silber        |              |               |
| ENG     | World Tour                            | 2018 | Stockholm       | SWE  | Qual.         | Halbfinale    |              |               |
| ENG     | World Tour                            | 2018 | Panagjurischte  | BUL  | letzte 32     | Halbfinale    |              |               |
| ENG     | World Tour                            | 2017 | Gold Coast      | AUS  | Halbfinale    | letzte 16     |              |               |
| ENG     | World Tour                            | 2014 | Almería         | ESP  | Gold          |               |              |               |
| ENG     | World Tour                            | 2013 | Wels            | AUT  | letzte 64     |               |              |               |
| ENG     | World Tour                            | 2012 | Bremen          | GER  | letzte 64     |               |              |               |
| ENG     | World Tour                            | 2012 | Velenje         | SLO  | letzte 64     |               |              |               |
| ENG     | World Tour                            | 2012 | Budapest        | HUN  | letzte 64     |               |              |               |
| ENG     | Pro Tour                              | 2011 | Schwechat       | AUT  | letzte 64     | letzte 16     |              |               |
| ENG     | Pro Tour                              | 2011 | Suzhou          | CHN  | letzte 64     |               |              |               |
| ENG     | Pro Tour                              | 2011 | Almería         | ESP  | letzte 64     | letzte 16     |              |               |
| ENG     | Pro Tour                              | 2011 | Sheffield       | ENG  | letzte 32     | Viertelfinale |              |               |
| ENG     | Pro Tour                              | 2010 | Warschau        | POL  | letzte 32     |               |              |               |
| ENG     | Pro Tour                              | 2010 | Suzhou          | CHN  | letzte 32     |               |              |               |
| ENG     | Pro Tour                              | 2010 | Kuwait City     | KUW  | letzte 64     |               |              |               |
| ENG     | Pro Tour                              | 2009 | Warschau        | POL  | letzte 64     |               |              |               |
| ENG     | Pro Tour                              | 2009 | Sheffield       | ENG  | letzte 32     | Viertelfinale |              |               |
| ENG     | Pro Tour                              | 2009 | Tianjin         | CHN  | letzte 64     |               |              |               |
| ENG     | Pro Tour                              | 2009 | Su Zhou         | CHN  | letzte 64     |               |              |               |
| ENG     | Pro Tour                              | 2009 | Frederikshavn   | DEN  | letzte 32     |               |              |               |
| ENG     | Pro Tour                              | 2008 | Berlin          | GER  | letzte 64     |               |              |               |
| ENG     | Pro Tour                              | 2008 | Salzburg        | AUT  | letzte 16     |               |              | 9             |
| ENG     | Pro Tour                              | 2008 | Singapur        | SIN  | letzte 64     |               |              |               |
| ENG     | Pro Tour                              | 2008 | Daejeon         | KOR  | letzte 64     |               |              |               |
| ENG     | Pro Tour                              | 2008 | Changchun       | CHN  |               |               |              | 9             |
| ENG     | Pro Tour                              | 2007 | Bremen          | GER  | letzte 64     |               |              |               |
| ENG     | Pro Tour                              | 2006 | Yokohama        | JPN  | letzte 64     |               |              |               |
| ENG     | Pro Tour                              | 2006 | Guangzhou       | CHN  | letzte 64     |               |              |               |
| ENG     | Pro Tour                              | 2006 | Kunshan         | CHN  | letzte 64     |               |              |               |
| ENG     | Pro Tour Grand Finals                 | 2014 | Bangkok         | THA  | letzte 16     |               |              |               |
| ENG     | Pro Tour Grand Finals                 | 2011 | London          | ENG  | letzte 16     |               |              |               |
| ENG     | Weltmeisterschaft                     | 2024 | Busan           | KOR  |               |               |              | 17.–24. Platz |
| ENG     | Weltmeisterschaft                     | 2023 | Durban          | RSA  | letzte 32     | Viertelfinale |              |               |
| ENG     | Weltmeisterschaft                     | 2021 | Houston         | USA  | letzte 128    | Viertelfinale |              |               |
| ENG     | Weltmeisterschaft                     | 2019 | Budapest        | HUN  | letzte 64     | letzte 64     |              |               |
| ENG     | Weltmeisterschaft                     | 2018 | Halmstad        | SWE  |               |               |              | Viertelfinale |
| ENG     | Weltmeisterschaft                     | 2017 | Düsseldorf      | GER  | letzte 64     | letzte 64     |              |               |
| ENG     | Weltmeisterschaft                     | 2016 | Kuala Lumpur    | MAS  |               |               |              | Halbfinale    |
| ENG     | Weltmeisterschaft                     | 2015 | Suzhou          | CHN  | letzte 64     | letzte 64     |              |               |
| ENG     | Weltmeisterschaft                     | 2014 | Tokio           | JPN  |               |               |              | 25            |
| ENG     | Weltmeisterschaft                     | 2012 | Dortmund        | GER  |               |               |              | 29            |
| ENG     | Weltmeisterschaft                     | 2011 | Rotterdam       | NED  | letzte 128    | Qual.         | letzte 64    |               |
| ENG     | Weltmeisterschaft                     | 2010 | Moskau          | RUS  |               |               |              | 38            |
| ENG     | Weltmeisterschaft                     | 2009 | Yokohama        | JPN  | letzte 128    |               | letzte 64    |               |
| ENG     | Weltmeisterschaft                     | 2008 | Guangzhou       | CHN  |               |               |              | 30            |
| ENG     | Weltmeisterschaft                     | 2007 | Zagreb          | HRV  | Qual          | Qual          | keine Teiln. |               |
| ENG     | Weltmeisterschaft                     | 2006 | Bremen          | GER  |               |               |              | 32            |
| ENG     | Weltmeisterschaft                     | 2005 | Shanghai        | CHN  | Qual          | Qual          | letzte 64    |               |
| ENG     | World Cup                             | 2012 | Liverpool       | ENG  | 13.–16. Platz |               |              |               |
| ENG     | Jugend-Weltmeisterschaft              | 2008 | Madrid          | ESP  | Silber        |               |              |               |
| ENG     | Jugend-Weltmeisterschaft              | 2007 | Palo Alto       | USA  | letzte 16     |               |              |               |
| ENG     | Jugend-Weltmeisterschaft              | 2006 | Kairo           | EGY  | Viertelfinale | Viertelfinale |              |               |
| ENG     | World Junior Circuit                  | 2007 | Funchal Madeira | POR  | Gold          |               |              |               |
| ENG     | World Junior Circuit                  | 2007 | San Salvador    | ESA  | Gold          |               |              |               |
| ENG     | World Junior Circuit                  | 2007 | Platja d Aro    | ESP  | Gold          |               |              |               |
| ENG     | World Junior Circuit                  | 2007 | Montreal        | CAN  | Gold          |               |              |               |
| ENG     | World Junior Circuit                  | 2007 | Montreal        | CAN  | Gold          |               |              |               |
| ENG     | World Junior Circuit                  | 2006 | Funchal Madeira | POR  | Gold          |               |              |               |
| ENG     | World Junior Circuit                  | 2005 | Richmond        | CAN  | Halbfinale    |               |              |               |
| ENG     | World Junior Circuit Finals           | 2007 | Cape Town       | RSA  | Halbfinale    |               |              |               |